# Morphosphaera cavaleriei
Morphosphaera cavaleriei is een keversoort uit de familie bladkevers (Chrysomelidae). De wetenschappelijke naam van de soort werd in 1930 gepubliceerd door Laboissiere.